# التغطية الإعلامية للحرب على غزة 2014

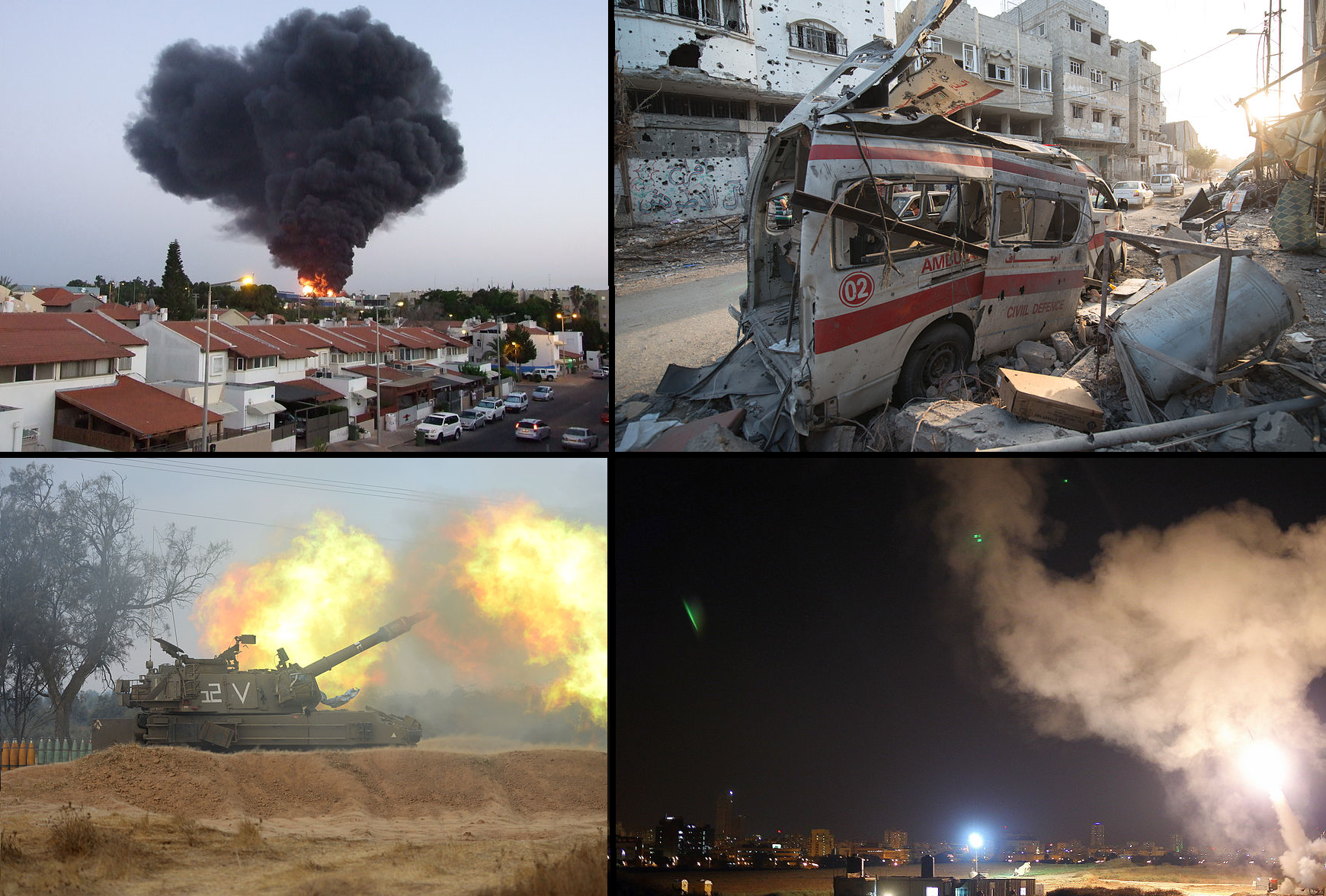
مجموعة من الصور التي تُبرز مظاهر الحرب على قطاع غزّة عام 2014. يظهرُ في الصورة أقصى اليمين سيّارة إسعافٍ مُدمّرة في حي الشجاعية نتيجة القصف الإسرائيلي وفي الصورة أسفلها (حسب أقارب الساعة) لحظة تصدّي القبة الحديدية لصواريخ المقاومة ثم هناك صورةٌ لدبابة جيش الاحتلال الإسرائيلي وهي تقصفُ مواقع في غزّة بينما يظهرُ في الصورة الأخيرة صاروخ للمقاومة الفلسطينية سقطَ فوق أحدِ المصانع في سديروت المُحتلَّة

تباينتِ التغطيّة الإعلامية للحربِ على غزة عام 2014؛ ففي العالم الناطقِ باللغة الإنجليزية كانت معظمُ وسائل الإعلام وخاصّة الأمريكية منها أكثر تعاطفًا مع إسرائيل بينما كانت وسائل الإعلام البريطانية «أكثر انتقادًا» لها، أما على مستوى العالَم العربي فكانت معظم وسائل الإعلام العربيّة متعاطفة إلى حدٍ كبيرٍ مع قطاع غزّة مع بعض الاستثناءات التي تمثلت بالأساسِ في مهاجمة وسائل إعلام عربيّة لحركة حماس ومُحاولة تحميلها مسؤولية الحرب على القطاع مثلما فعلَ الإعلام الحكومي المصري.
ادّعى الصحفيون من كلا الجانبينِ أنَّ وسائل الإعلام مُتحيّزةٌ إما لصالح إسرائيل أو ضدها؛ فيما قالت صحيفةُ تايمز أوف إسرائيل إنَّ المصادر البريطانية كانت تنتقدُ إسرائيل في أغلبِ الأحيان. مع تقدم النزاع وزيادة عدد القتلى الفلسطينيين على يدِ الاحتلال الإسرائيلي؛ أصبحت وسائل الإعلام أكثر انتقادًا لتل أبيب. في «الداخل الإسرائيلي»؛ أصدرت صحيفة هاآرتس افتتاحية عنوانها: «رمال غزة الناعمة ... قد تتحوّلً إلى رمالٍ متحرّكةٍ» مُحذرةً فيها الجيش الإسرائيلي من القتل الشاملِ للمدنيين الفلسطينيين ومُعلنةً عن صعوبة الخروج بانتصارٍ من القطاع.

## التسميّات
خلال الحربِ على غزّة؛ اعتمدَ كل طرفٍ تسميّة من التسميات العديدة ومثله فعلت وسائل الإعلام العربية والغربية فهناك من اعتمدت التسميّة الإسرائيلية وهناك من اعتمدت التسميّة التي أطلقتها حركة حماس؛ بينما وصفت وسائلُ إعلامٍ أخرى ما يجري بالحربِ فقط دون تبنّي أيّ تسميةٍ من التسميات العديدة.
- اختارت إسرائيل «الجرف المأكول» اسمًا لحربها على القطاع؛ واتبعها في ذلك عددٌ غير قليلٍ من وسائل الإعلام الغربيّة التي لم تكن تُميِّز بين «العملية» ضد حماس والحرب الإسرائيليّة على غزة.
  - سمَّت وسائل الإعلام الإسرائيلية الحرب على قطاع غزّة أيضًا باسمِ الجُرْفِ المأكول (بالعبرية: מבצע צוק אית).
- سمَّت حركة حماس ووسائل الإعلام التابعةِ لها الحرب باسمِ «العصف المأكول»؛ واتبعها في ذلك عددٌ من وسائل الإعلام العربيّة هي الأخرى.[6][ا]
  - أطلقت حركةُ الجهادِ الإسلامي اسمَ «البنيان المرصوص» على العمليّة.[8][ب]

## تهديد الصحفيين
زعمت وسائل إعلام الاحتلال أنَّ حركة حماس هدَّدت المُراسلين في غزة ومنعتهم من نشرِ أخبار تنتقدُ الحركة. نشرت قناة إن دي تي في تقريرًا تقولُ فيهِ إن حركة حماس قد استهدفت إسرائيل من «مناطق مدنيّة»، فيما استخدمَ غالاغر فينويك مراسل وكالة فرانس 24 ما سمَّاها «لقطات حصريّة» لصاروخ حمساوي حتى يُثبت أن فصائل المقاومة تُطلق النيران من «مناطق مأهولة بالسكان». نجحت حركة حماس أيضًا في اختراقِ القناة العاشرة الإسرائيلية ونشرت صورًا تُظهر عددًا من المدنيين الجرحى في قطاع غزة مع رسالة موجّهة للقاطنين في فلسطين المُحتلَّة تُخبرهم بالاستعدادِ للإقامةِ الطويلة في الملاجئ.
هدَّد الآلاف من الإسرائيليين الصحفيّة يونيت ليفي على صفحتها في فيسبوك بعدما كانت قد أبلغت القناة الثانية الإسرائيلية عن سقوطِ قتلى وجرحى في غزة على يدِ الجيش الإسرائيلي. دعا ياريف ليفين عضو الكنيست إلى توجيهِ لائحة اتهام في حقِّ جدعون ليفي – الذي تعرَّض لتهديداتٍ بالقتل ما اضطرَّهُ لتعيينِ حُرَّاس شخصيين لحمايته – مُتهمًا إيّاهُ بالخيانة لأن مقالاته أظهرت «تعاطفًا» مع الفلسطينيين وكانت تُعارض الحرب بالأساس. من جهةٍ أخرى؛ قالت عضو الكنيست حنين زعبي «إن الذين قَتلوا المستوطنين الإسرائيليين الثلاثة المُختَطَفين ليسوا إرهابيين ولكنهم يردُّون على الاحتلال الإسرائيلي المستمر للضفة الغربية.» أثار تصريحها هذا الكثير من الجدل؛ بل هُدّدت من قبل بعض الإسرائيليين بالقتل ما أجبرها على البقاءِ في منزلها تحتَ حراسةٍ مُشدّدة وذلك لأسبابٍ أمنيّة.

## التغطية

### تحيز لإسرائيل
وصفَ الكاتبُ أوين جونز في صحيفة الجارديان مقالة بي بي سي المُعنونة بـ «إسرائيل تحتَ هجوم حماس من جديد» بالتحريف بينما قالَ مايك تايسون «إنَّ الحقيقة المريعة هي أن حياة الإسرائيلي تُعتبر في وسائل الإعلام الغربية أهمَّ من حياة الفلسطيني.» نظم عددٌ من نشطاء المجتمع المدني في كلٍ من لندن ونيوكاسل ومانشستر وليفربول وجلاسجو وقفات احتجاجيّة للتضامنِ مع ما يجري للفلسطينيين واتهموا خلالها هيئة الإذاعة البريطانية بالتحيّز الكاملِ لإسرائيل وذلكَ في تغطيّتها للنزاعِ المستمر؛ فيما قال متظاهرون آخرون إن التغطيّة الإخبارية لبي بي سي خاليةٌ تمامًا من السياق أو الخلفية. في رسالةٍ مفتوحةٍ إلى مدير هيئة الإذاعة البريطانية وقّع عليها 45,000 شخص بمن فيهم نعوم تشومسكي و‌جون بيلجر و‌كين لوتش و‌بريان إينو و‌جيريمي هاردي قال الموقِّعون «إنهم يودون تذكير هيئة الإذاعة البريطانية بأن غزة تحت الاحتلال الإسرائيلي والحصار وأن إسرائيل تقصفُ المدنيين»، وقد قد دافعت بي بي سي عن تغطيتها بالقولِ أن إسرائيل قد أنهت احتلالها لغزة في أيلول/سبتمبر من عام 2005 متجاهلةً الحديث عن استمرار احتلال الضفة الغربية أو باقي التراب الفلسطيني.
بناءً على الأبحاثِ التي أجرتها المجموعة الإعلاميّة لجامعة جلاسجو التي بحثت التغطية الإعلامية للهجمات الإسرائيلية الأخيرة على لبنان وغزة؛ وصفَ جريج فيلو مديرُ الأبحاثِ في الوحدة الإعلامية بالجامعة كيف تحدَّث إليهِ كبارُ صحفيي بي بي سي عن عدم قدرتهم على الوصول للفلسطينيين من أجلِ أخذ وجهات نظرهم بعينِ الاعتبار؛ وقالت بي بي سي من خلال متحدثها الرسمي ردًا على الانتقادات التي طالتها: «نحن نُغطِّي القصص بناءً على مدى أهميتها.» تلقَّت شبكة إيه بي سي نيوز انتقاداتٍ هي الأخرى عندما «أخطأت» ديان سوير في التعرُّف على صورِ الأنقاضِ في غزة قائلةً بأنها في إسرائيل؛ وقالت مؤسّسة الإنصاف والدقة في إعداد التقارير (بالإنجليزية: Fairness and Accuracy in Reporting)‏ إنَّ «الخطأ» يعكسُ النظرة العالميّة في وسائل الإعلام الأمريكية للصراع في فلسطين وعن محاولة وسائل الإعلام هذه في فرضِ «توازنٍ خاطئ» بين طرفي الصراع على الرغمِ من أن الفلسطينيين قد عانوا أكثر من الإسرائيليين.
انتقدَ السياسي البريطاني جورج غالوي التغطيّة الإعلامية لما يجري في فلسطين بالقول «إن 300 فلسطيني يتمُّ تجاهلهم بالكاملِ من قبل نفس الصحف والمحطات التلفزيونية ومن قِبل نفس القادة السياسيين الذين يُهدِّدون بالعقوباتِ والحربِ ضد روسيا ... لماذا الكيلُ بمكيالين؟ لماذا يُعتبر الدم في أوكرانيا أكثر جدارةٍ بالملاحظة من الدم في غزة؟» تعرَّضت شبكة إن بي سي نيوز أيضًا (المنفصلة تمامًا عن شبكة إيه بي سي نيوز) لانتقاداتٍ بعدما أمرت مراسلها أيمن محيي الدين بالخروجِ من غزة بعد أن كان شاهدًا على مقتلِ أربعة أطفال فلسطينيين على يدِ جيش الاحتلال الإسرائيليي. برّرت إن بي سي نيوز موقفها بالقولِ أنها تقومُ بتقييم مراسليها باستمرارٍ كما تقومُ بإعادة تفريقهم أو تغيير تمركزهم من فترةٍ لأخرى لكنها لم تقدم أيّ سببٍ رسمي وواقعي حول نقلِ أيمن محيي الدين من القطاع.

### تحيز ضد إسرائيل
انتقدت لجنة متابعة الدقة في تقارير الشرق الأوسط في أمريكا (CAMERA) – وهي هيئةٌ معروفةٌ بتأييدها الكلّي والتام لإسرائيل – عددًا من الشبكات الإعلاميّة البريطانية والأمريكية بما في ذلك صحيفة نيويورك تايمز، سي إن إن، الغارديان، أسوشيتد برس، واشنطن بوست، بي بي سي، مُتهمةً إيّاهم «بالتحيّز ضد إسرائيل». زعمت اللجنة المؤيّدة لإسرائيل وقوع تلكَ الصُحف والشبكات الإعلاميّة في ما سمَّتها «أخطاءً واقعية» وفي إغفالات فضلًا عن اتهامها لهم بتحرير تقارير مُنحازة ومعادية للساميّة.
انتقدت الصحفيّة الاستقصائية جوديث ميلر – المولودة لعائلة يهوديّة والمتزوجة من اليهودي جايسون إبستاين – صحيفة نيويورك تايمز – التي كانت تعملُ فيها من قبل – لكونِ الجريدة «لم تتعاطف مع إسرائيل وقلّلت من شأنِ خطف وقتل المراهقين الإسرائيليين»، لكنها تفادت هي الأخرى الحديث عن جرائم الحرب والجرائم ضدّ الإنسانيّة التي ارتكبتها إسرائيل في حقّ الشعبِ الفلسطيني طوال أيام الحرب على غزة. انتقدَ الدبلوماسي الإسرائيلي دوري غولد مُدير مركز أبحاث القدس للشؤون العامة والمعروف بتأييده الكليّ لإسرائيل أيضًا التغطيّة الإعلامية الدولية للنزاع قائلًا: «غطَّت وسائلُ الإعلام حقيقة ما جرى خلال الحرب ونشرت بدلًا عن ذلك رواية أخرى تُناسب مصلحة حماس.»
بحلول حزيران/يونيو 2015؛ أصدرت وزارة الخارجية الإسرائيلية شريط فيديو كاريكاتوري يسخرُ من التغطية الإعلامية الدولية للنزاع مُدعيّةً أنها كانت تغطيّة مُنحازةٌ بشدة ضد إسرائيل. أثارت الفيديو الكثير من الجدل؛ بل أصدرت جمعية الصحافة الأجنبية بالقدس بيانًا رسميًا توبِّخُ فيهِ الخارجية الإسرائيلية على المقطعِ الذي نشرته.

## مواقع التواصل الاجتماعي
لعبت مواقع التواصل الاجتماعي هي الأخرى دورًا مهمًا في التغطية الإعلامية للحرب على غزة؛ فلكلّ الصحف والشبكات الإعلامية حسابات رسميّة على تلك المواقع والتي تنشرُ فيها تغطيّاتها الحصريّة وتُتابع فيها كل ما يجري حدثًا بحدث. لدى عددٍ من المراسلين والصحفيين حسابات رسميّة أيضًا في مواقع التواصل ما مكّنهم من التقرّب من المتابع وإيصال ما يجري لحظة بلحظة وفي وقتٍ وجيزٍ جدًا.
في الأيام الثمانية التي سبقت الهجوم الإسرائيلي المُباشر على غزة؛ كانَ هاشتاج #GazaUnderAttack (ونظيرهُ العربي #غزة_تحت_القصف) على موقع تويتر قد جمعَ أزيد من 375,000 تغريدة وقد استُخدم هذا الهاشتاج طوال فترة الحرب حيث نُشرت فيهِ أخبارٌ عن آخر التطورات بالإضافةِ إلى صور وفيديوهات تُظهر نتائج القصف الإسرائيلي على المدنيين في القطاع. أظهرت دراسةٌ أجرتها هيئة الإذاعة البريطانية – المتهمة من قبل الكثيرين بالانحياز لصالحِ إسرائيل – أن بعض المغرّدين كانوا ينشرون صورًا لهجماتٍ إسرائيلية سابقة أو صورًا من حروب في سوريا والعراق.
انتشر على مواقع التواصل وعبر خدمة الرسائل النصية القصيرة «تقريرٌ كاذبٌ» يُفيد بأن صاروخًا أُطلق من غزة قد أصابَ مصنعًا للبتروكيماويات في حيفا؛ وقد استشهد التقرير الكاذب بصحيفة هاآرتس التي نفت كل ما نُسب لها. من جهةٍ أخرى؛ نشرَ الصحفيّ الدنماركي آلان سورنسن على حسابهِ الرسمي في موقع تويتر فيديو يُظهر إسرائيليين مجتمعين على قمّةٍ في سديروت للاحتفالِ بمشاهدتهم للضربات الجوية الإسرائيلية على قطاع غزة. أثار الفيديو الكثير من الضجَّة على الإنترنت وقد أُعيد تغريد تغريدة آلان سورنسن أكثر من 8500 مرّة. في المُقابل؛ قالت صحيفة جيروزاليم بوست الإسرائيلية إنَّ الفلسطينيين في الخليل قد صعدوا على أسطحِ المنازل وهم يهتفون الله أكبر! وذلك عندما أُطلقت صواريخٌ من غزّة على تل أبيب. نشرَ موقعُ والا! الإخباري الإسرائيلي خبر مقتل أربعة أطفال فلسطينيين بنيرانٍ إسرائيلية أثناء لعبهم قُرب شاطئ غزة؛ وتلقّى المنشور تعليقاتٍ من إسرائيليين من قبيل «لا توجد صورة أكثرُ جمالًا من تلك الخاصة بالأطفال العرب القتلى» وتعليق آخر ورد فيهِ «حقًا! هذه صورٌ رائعةٌ ... أشعرُ بالسعادة عندما أنظرُ لمثلِ هذه الصور مرارًا وتكرارًا. أود النظر في مثل هذه الصور إلى أن يموت أكبر عددٍ ممكنٍ من الأطفال.»
بعد مقتلِ 13 جنديًا إسرائيليًا في غزة في 20 تمّوز/يوليو؛ تعرّفت العديدُ من العائلات على قتلاها عبر تطبيق واتساب وذلك قبل ساعات من البيان الرسميّ للجيش الإسرائيلي الذي اعتقلَ في وقتٍ لاحقٍ ثلاث جنود مُتهمًا إيّاهم بتسريبِ الأخبار. على جانبٍ آخر؛ نقلت وسائلُ إعلامٍ إسرائيليّة عمَّن سمّتهم «صحفيين أجانب» قولهم إنهم شاهدوا حركة حماس وهي تستخدمُ دروعًا بشرية من خلال إطلاق صواريخ من داخل المناطق المدنية بما في ذلك المستشفيات والفنادق التي يُقيم فيها الصحفيون كما زعمت نفسُ الصحيفة الإسرائيلية عن أنَّ أعضاء حماس يرتدون ملابس مدنية ويختبئون وسطَ المدنيين.

### موقع يوتيوب
نشرت كتائب الشهيد عز الدين القسام أغنية دعائية بعنوان زلزل أمن إسرائيل في عام 2012 ورفعتها على موقع يوتيوب الذي أزالها فيما بعد بدعوى أنها تنتهكُ سياسات الموقع التي تحظرُ خطاب الكراهية. بعد إلغاءِ العديد من العروض الموسيقيّة في 15 تمّوز/يوليو 2014؛ أصدرَ يوآف ياهف شريط فيديو على يوتيوب يُوجّه فيهِ رسالةً لحماس بعد تحذيرها المستوطنين ما لم تتوقف دولة الاحتلال عنِ الإغارة على القطاع. عبّر جنود الاحتياط الإسرائيليون في اليومِ الموالي عن استيائهم من بنيامين نتنياهو بعدما رفضَ السماح لهم بدخول غزة بعد تسعةِ أيام على بداية الحرب وعبروا عن امتعاضهم من البقاء على «الحدود» طوال هذه المدّة تاركين زوجاتهم وعملهم. حَمَّل مردخاي يتسهار من الكتيبة 630 مقطع فيديو على يوتيوب بعنوان نشيدُ جنود الجيش الإسرائيلي (بالعبرية: המנון חיילי צה"ל מרדכי יצהר) وفيهِ يقولُ أن الجنود قلقون من أنهم هجروا حياتهم الخاصة دون أيّ جدوى خاصة إذا ما تخلَّت إسرائيل عن التوغل البري داخل القطاع. خلال الأسبوع الأخير من الحرب؛ رفعَ العديد من المستخدمين فيديوهات يظهرون فيها وهم يُفرغون دلوًا من الرملِ فوق رؤوسهم بدل دلوٍ من الماء المثلج في محاكاةٍ لتحدي دلو الثلج مع تذييل الفيديو بهاشتاج #RubbleBucketChallenge أو #GazaBucketChallenge وذلك بغرضِ رفع مستوى الوعي بالوضعِ في غزة. قامت فرقةُ إثنيكس الإسرائيلية (بالإنجليزية: Ethnix)‏ بنشرِ أغنية تحتَ عنوان غدا سأعود للوطن (بالعبرية: מחר אני בבית) والتي أصبحت واحدةً من أكثر الأغاني الشهيرة وسط جنود الاحتلال بعد انتهاء الحرب الإسرائيلية على القطاع.

## أحداث أخرى
حظرت هيئة الإذاعة الإسرائيلية إعلانًا إذاعيًا مدته دقيقة و25 ثانية أنتجتهُ مجموعة بتسيلم لحقوق الإنسان الإسرائيلية التي أدرجت أسماء وأعمار بعض الأطفال الفلسطينيين الذين قُتلوا في الحربِ باللّغة العبريّة وقد برَّرت هيئة الإذاعة موقفها هذا بالقولِ أن الإعلان «مثيرٌ للجدلِ من الناحيّة السياسية». رفضت بتسيلم حظرَ الإعلان الإذاعي وقالت إن هيئة الإذاعة تُمارس رقابةً على المحتوى متسائلةً: «هل ستثيرُ أسماء أطفال ليسوا على قيدِ الحياة جدلًا سياسيًا؟ ما المشكلة في ذكرِ أسمائهم؟ هذه هي الحقائق التي يجبُ أن يعرفها الجمهور!» قدمت المجموعة الحقوقيّة طلبًا من أجلِ رفع الحظر عن الإعلان لكن طلبهم قد رُفض فقاموا بتقديمِ التماسٍ إلى المحكمة العليا دون جدوى.
ذكرت هيئة الإذاعة البريطانية – بناءً على البيانات التي جمعها مفوض الأمم المتحدة السامي لحقوق الإنسان – أنَّ عدد الرجال المدنيين الذين قُتلوا خلال الحرب على غزّة قد بلغَ 725 وهو عددٌ أكبر من عدد القتلى في صفوفِ النّساء. في المُقابل؛ قدّمت صحيفة نيويورك تايمز إحصائيات تُشكِّك في العدد الدقيق للقتلى في صفوفِ المدنيين؛ حيثُ قالت إن الرجال الذين تتراوحُ أعمارهم بين 20 و29 عامًا وهم الفئة الأكثر في صفوف حماس قد شكلّوا 34% من حصيلة القتلى بينما شكلت النساء والأطفال 33% من نسبة القتلى لافتةً الانتباه إلى أن نسبة النساء في القطاع أكثر؛ ما يعني أن نسبتهم من المُحتمل أن تكون أكبر والعكسُ صحيح.
خلال الحرب على غزّة؛ ذكرت مصادر إعلامية تابعة لحركة حماس أن حركة المقاومة الفلسطينية قد نجحت في قتلِ عددٍ كبيرٍ من الجنود الإسرائيليين، كما أسرت عددًا كبيرًا؛ وأسقطت طائرة من طراز إف-16، ودمَّرت دبابتين على الأقل من ميركافا، فضلًا عن نجاحها في التحليقِ بطائراتٍ بدون طيار فوق تل أبيب مُلتقطةً صورًا لجيش الاحتلال الإسرائيلي.
اعتذرت صحيفة سيدني مورنينغ هيرالد عن نشرها رسمًا كاريكاتوريًا قيل إنه معادٍ للساميّة وذلك بعد أن ندد المدعي العام الأسترالي جورج براندس بالرسمِ قائلًا بأنه «مؤسف».